# Ирамая
Ирамая (порт. Iramaia)  —  муниципалитет в Бразилии, входит в штат Баия. Составная часть мезорегиона Юго-центральная часть штата Баия. Входит в экономико-статистический микрорегион Жекие. Население составляет 17 811 человек на 2006 год. Занимает площадь 1948,488 км². Плотность населения — 9,1 чел./км².

## Статистика
- Валовой внутренний продукт на 2003 год составляет 25 609 083,00 реалов (данные: Бразильский институт географии и статистики).
- Валовой внутренний продукт на душу населения на 2003 год составляет 1447,41 реалов (данные: Бразильский институт географии и статистики).
- Индекс развития человеческого потенциала на 2000 год составляет 0,630 (данные: Программа развития ООН).